# Автошлях E571
E 571 — європейський маршрут класу B, що з’єднує Братиславу в Словаччині з Кошице. Маршрут приблизно 403 км завдовжки.

## Розв'язки трас та доріг Е
- Словаччина (на спільних вивісках  D1 потів  R1 та  I16, яка є дорогою 1 класу, яку модернізують для розширення  R2)
  - Bratislava:  E58,  E65,  E75,  E575
  - Žiar nad Hronom:  E572
  - Zvolen:  E77
  - Košice:  E50,  E58,  E71